# TER Vallée de la Marne
Pour les articles homonymes, voir Vallée de la Marne.
Le TER Vallée de la Marne est le nom d'un service de trains interrégionaux reliant la capitale, Paris, à plusieurs villes des anciennes régions administratives Champagne-Ardenne et Lorraine (désormais Grand Est).
Lors de la mise en service commercial du TGV Est, la SNCF avait choisi de ne pas maintenir les trains de grandes lignes classiques au départ de la gare de Paris-Est, qui desservaient notamment Châlons-en-Champagne, Saint-Dizier et Bar-le-Duc. Cette décision avait provoqué un fort mécontentement de la part des usagers. C'est pourquoi les conseils régionaux de Picardie, de Champagne-Ardenne et de Lorraine se sont associés pour proposer une nouvelle desserte interrégionale atteignant les villes précitées. Cette desserte a été mise en place le 10 juin 2007 ; elle propose des horaires cadencés à l'heure en pointe, et toutes les deux heures en creux.
Le contrat d'exploitation signé par la SNCF et les régions (Hauts-de-France et Grand Est à partir de 2016) prévoit des mesures garantissant l'efficacité du service. Depuis 2021, la liaison est gérée uniquement par la région Grand Est. L'appellation TER Vallée de la Marne n'est alors plus utilisée officiellement, dans le cadre de l'intégration au seul réseau TER Grand Est.

## Plan de transport
Du lundi au vendredi, la fréquence est d'un train toutes les heures (en pointe) ou toutes les deux heures. Le week-end et les jours fériés, la fréquence est plus faible, avec un train toutes les deux voire quatre heures.
|  |   |   |   |  | Gare                  | Région administrative | Commune(s) desservie(s)           | Correspondance(s) ferroviaire(s)   |
|  | - | - | - |  | --------------------- | --------------------- | --------------------------------- | ---------------------------------- |
|  | • |   |   |  | Bar-le-Duc            | Grand Est             | Bar-le-Duc                        | TER et TGV                         |
|  |   |   | • |  | Saint-Dizier          | Grand Est             | Saint-Dizier                      | TER                                |
|  |   | • |   |  | Vitry-le-François     | Grand Est             | Vitry-le-François                 | TER et TGV                         |
|  |   | • |   |  | Châlons-en-Champagne  | Grand Est             | Châlons-en-Champagne              | TER et TGV                         |
|  |   | • |   |  | Épernay               | Grand Est             | Épernay                           | TER                                |
|  |   | • |   |  | Dormans               | Grand Est             | Dormans                           | TER                                |
|  |   | • |   |  | Château-Thierry       | Hauts-de-France       | Château-Thierry Étampes-sur-Marne | TER                                |
|  |   | • |   |  | La Ferté-sous-Jouarre | Île-de-France         | La Ferté-sous-Jouarre             | Transilien · Ligne P du Transilien |
|  |   | • |   |  | Paris-Est             | Île-de-France         | Paris (10e)                       | TER et grandes lignes              |

(Les gares mentionnées en caractères gras sont utilisées comme terminus depuis Paris.)

## Matériel roulant

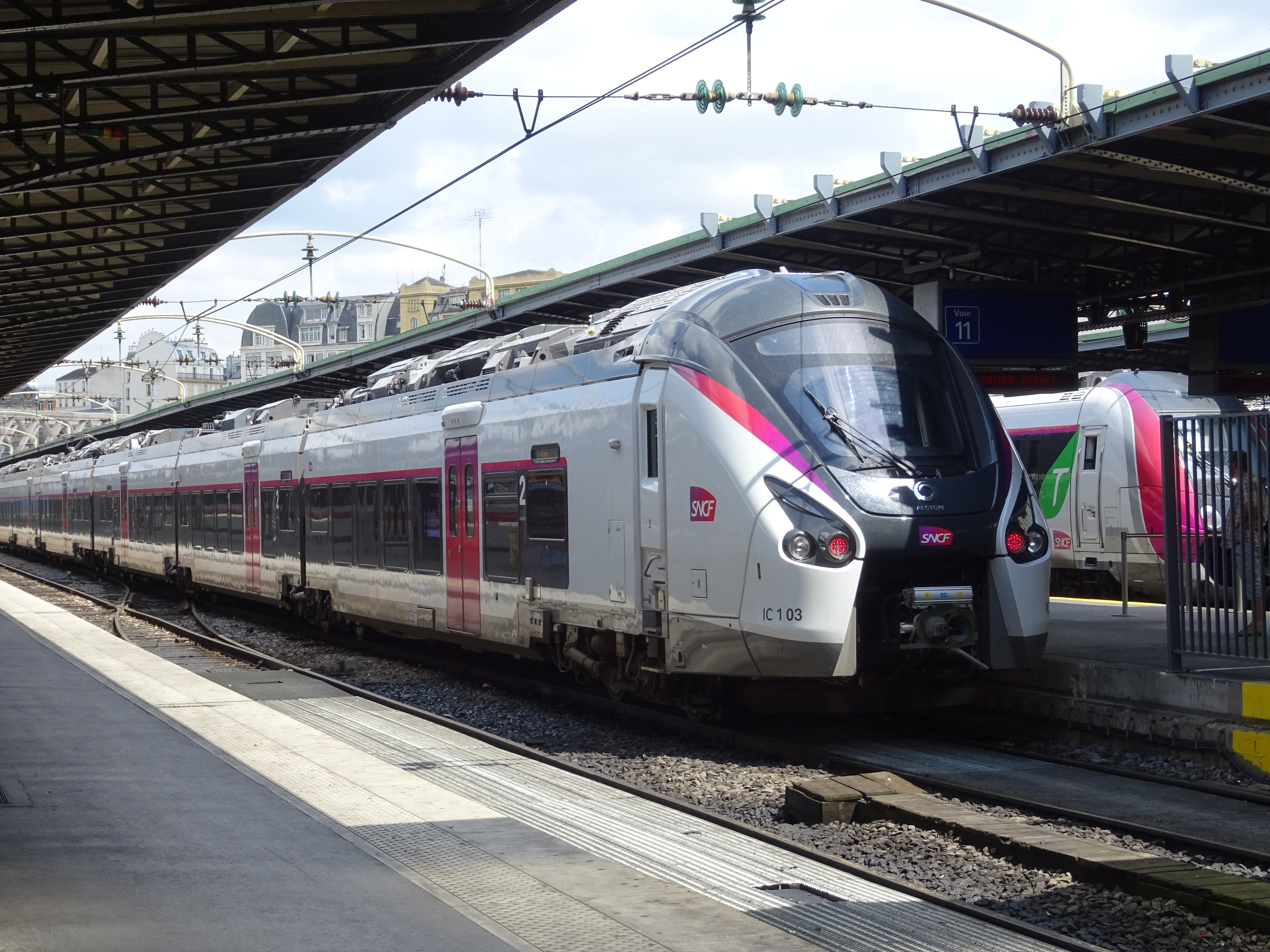
Une rame Coradia Liner, en gare de Paris-Est.

Les TER Vallée de la Marne sont exclusivement assurés, jusqu'en décembre 2017, par des locomotives électriques BB 15000, tractant des voitures Corail « Plus », arborant soit la livrée Corail + (avec l'indication « TER Vallée de la Marne »), soit la livrée TER. Ils proposent le choix entre la première et la seconde classe, contrairement aux autres trains des anciennes régions Picardie et Champagne-Ardenne. Parfois, un B 82500 (BGC) Champagne-Ardenne réalisait certains services, par exemple en cas d'indisponibilité de ces locomotives électriques.
À partir de la fin de 2017, les rames tractées (où les BB 15000 montrent des signes de fatigue, consécutifs à leur âge parfois supérieur à 45 ans) sont progressivement remplacées par des Coradia Liner (B 85000), issus de la même commande que celle destinée à la ligne Paris – Belfort – Mulhouse ; ces engins bimodes circulent désormais aux heures creuses, en complément de quelques BGC (eux-mêmes libérés des missions sur la ligne Paris – Belfort). Pourtant, des rames Corail devraient être rénovées, car le nouveau matériel manque de capacité pour être en mesure d'assurer le trafic en heures de pointe (y compris en couplant plusieurs engins) ; ainsi, des BB 26000 ont été rachetées par la région Grand Est, afin de remplacer les BB 15000.

### Locomotives
Depuis décembre 2018, ce sont des locomotives BB 26000 qui sont utilisées : nos 26158, 26159, 26160, 26161, 26162 et 26163. Lors de leur passage en révision (opération de mi-vie consécutive à leur âge dépassant 20 ans), elles sont temporairement remplacées par les machines nos 26233, 26215, 26207 et 26200, alors louées à Fret SNCF.
Durant le mois d'août 2019, des BB 22200 RC, anciennement affectées au TER Provence-Alpes-Côte d'Azur, ont également été utilisées par ces TER.

### Voitures
Les voitures sont réparties selon les types suivants :
- Vtu :
  - 6 voitures de type A10rtu,
  - 2 voitures de type A10tu,
  - 3 voitures de type B10rtu,
  - 15 voitures de type B10tu,
  - 4 voitures de type B11rtu,
  - 14 voitures de type B11tu ;
- Vu : 7 voitures de type B9ux.

## Évolutions
Le service, qui n'a guère évolué depuis sa création en 2007, va faire l'objet d'une modernisation, par le biais de la livraison de nouveaux trains (rames Coradia Liner), mais également par des travaux de rénovation des infrastructures (voies et signalisation, ainsi que l'entretien de certains ouvrages d'art et une campagne d'élagage) et des gares (comme celle de Vitry-le-François) ; ces chantiers doivent durer jusqu'en 2019. L'objectif est d'améliorer la régularité (la plus mauvaise dans le Grand Est en 2017) ainsi que le confort,.
Par ailleurs, la région Grand Est est devenue la seule autorité organisatrice en 2021 (bien que la desserte de Château-Thierry concerne uniquement les Hauts-de-France).